# Mark Smulian
Mark Smulian (Londen, 8 augustus 1957) is een Britse e-bassist, contrabassist, muziekproducent en tekstschrijver.

## Biografie
Mark Smulian werd in 1957 in Londen geboren als zoon van seculiere joodse ouders. Hij emigreerde in 1975 naar Israël en vestigde zich als een zeer geaccrediteerde producent en bassist binnen het Israëlische muziekcircuit.
Smulian heeft platina en gouden albums geproduceerd voor een aantal internationaal succesvolle Israëlische artiesten. Naast het produceren heeft Smulian een grote betrokkenheid gehad bij het crossover-muziekcircuit in het Midden-Oosten. Hij werkte met een verscheidenheid aan musici uit zowel de Israëlische als Palestijnse regio's met artiesten met een breed scala aan verschillende culturele en politieke achtergronden.
Hij is mede-oprichter en artistiek directeur van Jamaà, een wereldmuziekcollectief dat artiesten en bands uit het Midden-Oosten vertegenwoordigt en is voorzitter van de adviesraad en muzikaal leider van Heartbeat Jerusalem, dat Palestijnse en Israëlische jongeren samenbrengt door middel van muziek.
In 2008 introduceerde Smulian eerder het Lydianstream-systeem, dat werkt met de Codes of Behaviour, de volwassen emotionele vaardigheden die een intrinsiek onderdeel zijn van muzikale samenwerking en overdraagbaar zijn naar niet-muzikale situaties. Smulian geeft internationaal lezingen, workshops en masterclasses voor zowel muzikaal als niet-muzikaal publiek.
In 2011 verhuisde Smulian terug naar het Verenigd Koninkrijk, waar hij zijn muzikale en niet-muzikale activiteiten voortzet.

### Componist en producent
Smulian heeft albums geproduceerd voor verschillende Israëlische artiesten, die succes hebben gehad in de wereldmuziekindustrie. In 2003 produceerde, arrangeerde, registreerde, programmeerde, monteerde en mixte hij het album Derech voor Mosh Ben Ari, een van Israëls meest succesvolle internationale artiesten, het album werd goud. Hij heeft ook albums geproduceerd voor andere succesvolle Israëlische acts zoals Sheva en in 2000 coproduceerde en mixte hij hun album Gan, uitgebracht door Lev HaOlim Records. In 2004 coproduceerde en mixt hij het album Searching For Dorot voor de Israëlische act Shotei Hanevua, het album werd platina. Het nummer Kol Galgal (The Voice of the Wheel) op het album was een groot succes in de Israëlische hitlijsten. Andere producties en samenwerkingen zijn onder meer de gerespecteerde Israëlische zangeres Meir Banai en een van Israëls vooraanstaande vrouwelijke vocalisten Gani Tamir.
In 1999 bouwde Smulian een Digihipi-opnamestudio in Israël, waar hij zich toelegde op producties van wereldmuziek. Hij werkte samen met muzikanten met verschillende culturele en politieke achtergronden en begeleidde hen vanuit westerse muzikale perspectieven. Deze muzikanten hadden een druzen, christelijke, bedoeïenen, joodse en moslim achtergrond. Hij werkte samen met Toot Ard, een band van Arabische Druzen van de Golanhoogten in Israël en was medeoprichter en bandleider van het Whiteflag Project, een Israëlisch-Palestijnse band, die een uniek fenomeen was in het wereldmuziekcircuit. Smulian componeerde en schreef de Engelse teksten voor het project op hun beide albums. In 2008 werd Smulian aangesteld als muzikaal leider van het wereldmuziekproject Ras Hasatan (A Sanai Journey). Ras Hasatan was een muzikaal project dat plaatsvond in de Sinaïwoestijn in Israël met 50 muzikanten van over de hele wereld. Als aanvulling op de wereldmuziekcatalogus van Smulian was het wereldverzamelingsalbum Thesmophoria - (Women sing world music). Hij produceerde, co-componeerde en mixte het album, dat later werd uitgebracht in Europa en Israël en werd uitgebracht door D&M Productions.
Onder Smulians grote oeuvre van compositorische werken bevinden zich gecomponeerde liederen voor bedoeïenenfluitspeler Judy Kopelman. Kopelmans project vertelde het verhaal van een Palestijnse/Israëlische Arabier die probeert erkend te worden in de Israëlische cultuur en alle etnische en raciale kwesties die het omvat. In 2007 componeerde, nam en mixte hij muziek voor het theater Six Actors in Search of a Pilot, een productie waarbij Israëlische Arabieren en Joden betrokken waren en die zich concentreerde op de noodzaak van wederkerigheid en niet op conflict. Ze traden op door heel Israël in de Arabische en Joodse gemeenschappen en speelden op Broadway in Manhattan.
Smulian scoorde ook voor verschillende documentaires en films. Hij componeerde muziek voor de documentaire Masada en scoorde in 1990 voor de nieuwsvideo Sadude Hussein. De clip werd uitgekozen door de internationale nieuwszenders, werd over de hele wereld uitgezonden en ontving de eerste prijs tijdens de Braziliaanse muziekwedstrijd van 1991. Het kreeg ook airplay bij Saturday Night Live en andere programma's over de hele wereld.
Smulian heeft meer dan honderd liedjes gecomponeerd voor verschillende artiesten en toneelmuziek voor een breed scala aan films, commercials en documentaires.
Smulian werkt samen met WhatFlag, een band in Bristol (Verenigd Koninkrijk), die naast het spelen van bas met klarinettist Harold Rubin die vrije en hedendaagse jazz doet. Ze treden op in het Midden-Oosten en Europa. In 2013 begon Smulian te werken met Amadou Diagne, percussionist en singer-songwriter uit Senegal als muzikaal leider en bassist. In 2014 produceerde hij de eerste ep voor Rasha Nahas uit Israël/Palestina en hij blijft regelmatig internationaal produceren en optreden met Nahas. Smulian blijft dagelijks werken als producent voor diverse artiesten en sessiemuzikanten, zowel lokaal als internationaal.

### Als bassist
Smulian speelt contrabas en elektrische bas.
In zijn vroege jaren speelde Smulian met verschillende acts in de Verenigde Staten. Hij raakte sterk betrokken bij het lokale circuit en trad op in het hele zuiden van de Verenigde Staten met King's X en nam met hem een album op voor Atlantic Records.
Smulian is de bassist en medeoprichter van de band Zaviot, een experimentele jazzband die in de jaren 1980 met succes door Europa toerde. Hij componeerde, produceerde en monteerde op drie van hun albums, die later in Europa werden uitgebracht. Hij nam op met de bekende saxofonist David Liebman op een van de albums. Smulian heeft op honderden nummers opgenomen als bassist en op vele projecten als sessiemuzikant. In 1988 werd hij in Israël uitgeroepen tot bassist van het jaar.
Smulian toerde uitgebreid op evenementen zoals de Olympische Spelen, het Montreux Jazz Festival, Red Sea Jazz Festival, Glastonbury Festival, Neurenberg Jazz-festival, KKL Zwitserland en meer.

### Als muziekpedagoog
Smulian was een invloedrijke figuur in het Israëlische en Palestijnse jeugdmuziekcircuit. Hij leverde een grote bijdrage aan de artistieke ontwikkeling van een breed scala aan musici uit de regio. Hij begeleidde de jonge Midden-Oosterse reggae-sensatie Toot-Ard, de Palestijnse hiphop-act Anger Boys, de Israëlische rockgitarist Arli Liberman, de Palestijnse rapper Samekh Saz en de zwoele popzangeres Adi Dagan om er maar een paar te noemen. Hij gebruikte een alternatieve benadering om het bewustzijn door muziek te wekken.
In het wereldmuziekcircuit regelde hij de productie voor evenementen en festivals voor jongeren, die vanuit de Verenigde Staten door Israël toeren en organiseerde hij tweejaarlijkse muziekuitvoeringsevenementen voor de nationale conventie van de Masada-joodse jongerenorganisatie in Noord-Amerika van 2000 mensen. Vervolgens kreeg Smulian in 2007 een baan aangeboden aan het Rosj Haäjin muziekconservatorium, waar hij werd begeleid bij bandontwikkeling en waar hij verschillende bands coördineerde. Hij leerde de mening van mensen over hun instrumenten en hielp de studenten een praktische benadering te ontwikkelen om harmonie en improvisatie op hun instrumenten te begrijpen en op te nemen.
In 2007 werd Smulian uitgenodigd om als adviseur en facilitator zitting te nemen in het bestuur van Heartbeat in Jeruzalem. Heartbeat is een organisatie die kansen en ruimtes creëert voor jonge Israëlische en Palestijnse muzikanten om samen te werken en hun stem te versterken om de wereld om hen heen te beïnvloeden. Hij werkt momenteel tegenover een lokale ngo genaamd Salaam Shalom, die een programma beheert met de naam Proud 2B in het schoolsysteem van Bristol.
Voordat hij terugkeerde naar Engeland, was Smulian een vooraanstaand muziekpedagoog bij het Israëlische ministerie van Onderwijs. Hij coördineerde en leidde muziekprogramma's naar de eerste school in Israël om te leren op oosterse in plaats van westerse instrumenten. Tijdens zijn lesgeven droeg hij zijn uitgebreide scala aan muziektheorie bij aan de Yamaha-muziekschool, waarbij hij gitaar, bas, theorie en harmonie doceerde. Bij Yamaha werkte hij met strijkers in gitaar, bas, baglama, oud, viool en ritme-spelers zoals vocalisten en combinaties hiervan. En als Arts Music Coordinator voor een jongerenorganisatie genaamd Masada coördineerde hij workshops voor belangrijke congressen, waarbij muziek werd gebruikt als een instrument voor maatschappelijke betrokkenheid.
Smulian beheert zijn muziekeducatieserie via zijn online school, de Lydianstream Music Academy. De muziekacademie van Lydianstream houdt zich bezig met muzikanten die hun eigen unieke stem ontdekken en is gebaseerd op de volwassen emotionele vaardigheden, die muzikanten aan boord moeten hebben om consistent geweldige en lonende muziek te creëren. Smulian volgt de lezing sinds 2008 aan de Amerikaanse universiteiten en in heel Europa.
- Virtual International Authority File: 1660150869794922190003